# Häggeby och Vreta
Häggeby och Vreta è un'area urbana della Svezia situata nel comune di Håbo, contea di Uppsala.
La popolazione risultante dal censimento 2010 era di 224 abitanti.